# Intonarumori

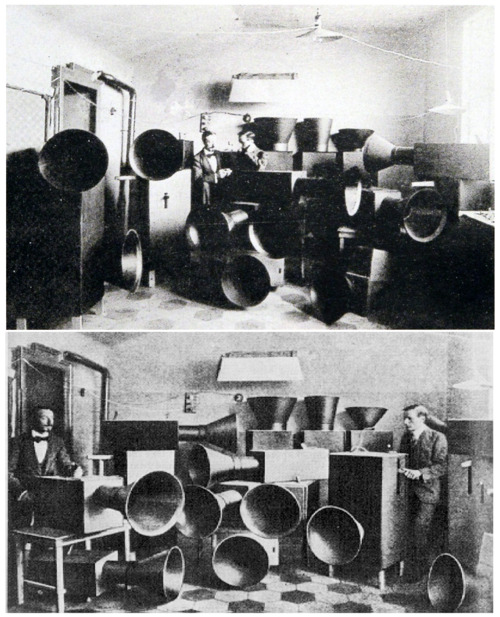
Russolo, Piatti e gli intonarumori

L'intonarumori fu una famiglia di strumenti musicali inventati nel 1913 da Luigi Russolo. Essi erano formati da generatori di suoni acustici che permettevano di controllare la dinamica, il volume e la frequenza di diversi tipi di suono.

## Descrizione strumento
Ogni strumento era formato da un parallelepipedo di legno con un altoparlante di cartone o metallo nella parte anteriore. Il suonatore schiacciava bottoni e azionava leve per mettere in funzione il macchinario e controllarne le dinamiche.

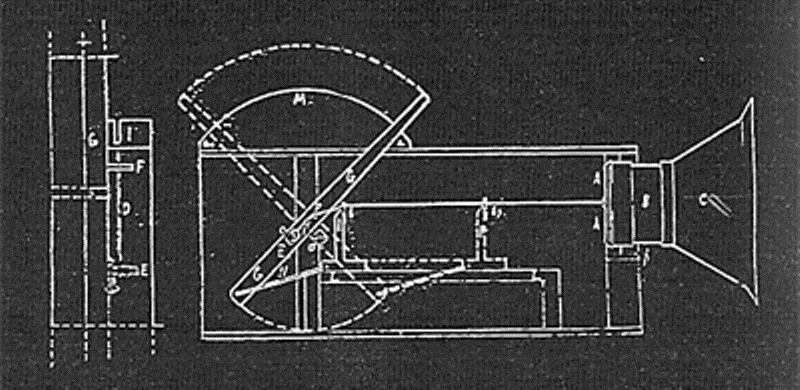
Schema di costruzione originale di un Intonarumori

All'interno degli intonarumori c'erano ruote di metallo, ingranaggi e corde metalliche o di altri materiali che venivano sollecitate grazie alla rotazione della manovella che azionava il meccanismo. L'altezza delle note era modificata dal suonatore che, azionando una leva posta nella parte superiore dello strumento, variava la lunghezza delle corde.
Secondo il rumore prodotto, gli strumenti erano classificati per famiglie (crepitatori, gorgogliatori, rombatori, ronzatori, scoppiatori, sibilatori, stropicciatori e ululatori), ciascuna delle quali comprendeva a sua volta vari registri (soprano, contralto, tenore e basso).

## Intonarumori dal vivo
La prima apparizione pubblica degli intonarumori fu la sera del 2 giugno 1913 al Teatro Storchi a Modena dove Russolo presentò uno "scoppiatore". Nel 1914 fece molti concerti a Milano (Teatro Dal Verme), Genova (Politeama) e Londra (Coliseum). Nel 1921, finita la prima guerra mondiale, presentò tre concerti a Parigi (Théâtre des Champs-Élysées) e, nel 1922, collaborò con Filippo Tommaso Marinetti componendo sottofondi musicali creati con intonarumori per Il tamburo di fuoco.

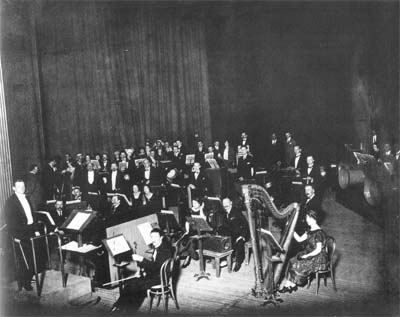
Concerto per Intonarumori e orchestra

## Repliche
Ci sono tre collezioni in Italia, Paesi Bassi (Wessel Westerveld) e Stati Uniti (Performa Festival).